# Micrurus putumayensis
Espèce
Synonymes
- Micrurus schmidti Lancini, 1962

Micrurus putumayensis est une espèce de serpents de la famille des Elapidae. 

## Répartition
Cette espèce se rencontre en Colombie, au Pérou et au Brésil.

## Publication originale
- Lancini, 1962 : Una nueva especie de Serpiente coral (Serpentes: Elapidae) del Peru. Publicaciones Ocasionales del Museo de Ciencias Naturales Caracas, Venezuela, n. 2, p. 1-3.